# Cristal Tumbes
El Cristal Tumbes es un club de fútbol del Perú de la ciudad de Tumbes, en el departamento homónimo. Fue fundado en 1981 por hinchas del club limeño Sporting Cristal y participa en la Copa Perú, donde ha llegado en una ocasión a semifinales y en otra a cuartos de final.

## Historia
Fundado en 1981 en el barrio de El Milagro, de la ciudad de Tumbes en una zona comercial conocida como 'La Mondonguera' (apelativo más popular que lleva el club). Por décadas militó entre la Primera y Segunda Distrital tumbesina.
En 2013, el equipo ascendió a la máxima categoría de la Distrital de Tumbes. Al año siguiente el cuadro celeste fue campeón distrital, provincial y departamental lo que le permitió jugar la Etapa Regional de Copa Perú 2014 donde en la semifinal eliminó a Defensor Bolívar y clasificó junto a Defensor La Bocana a la Etapa Nacional.   En esa fase superó en octavos de final a Sport Chavelines pero fue eliminado en la ronda siguiente por La Bocana.
En la Copa Perú 2015 fue campeón de la Liga Superior de Tumbes y campeón Departamental. En la Etapa Nacional terminó en tercer lugar de la tabla nacional y eliminó en las fases siguientes a Deportivo Hualgayoc y Sport Áncash. En la semifinal del torneo enfrentó a Academia Cantolao que le venció por 2-1 en el Callao y empató 2-2 en Tumbes quedando eliminado el cuadro tumbesino.
Cristal Tumbes clasificó nuevamente a la Etapa Nacional en la Copa Perú 2016 pero terminó en último lugar en la primera fase. En 2017 debió participar en la Liga Superior de Tumbes pero se retiró antes del inicio del torneo por lo que retornó a su liga de origen. Al año siguiente se retiró antes del inicio de la Primera División de la Liga Distrital de Tumbes y desde entonces no participa en torneos oficiales.

## Uniforme
- Uniforme titular: camiseta celeste, short blanco y medias celestes.
- Uniforme alterno: camiseta azul, short azul y medias azules.

| Titular | Alterno |  |

## Datos del club
- Temporadas en Primera División:  0
- Temporadas en Segunda División:  0.
- Mejor resultado obtenido:
  - En campeonatos nacionales de local: Cristal Tumbes 6:2 Alianza Vista Alegre (13 de septiembre del 2015)
  - En campeonatos nacionales de visita: Sport Túpac Amaru 1:4 Cristal Tumbes (20 de septiembre del 2015)
- Peor resultado obtenido: 
  - En campeonatos nacionales de local: Cristal Tumbes 2:9 Aguas Verdes (18 de septiembre del 2016)
  - En campeonatos nacionales de visita: San Antonio 4:0 Cristal Tumbes (11 de septiembre del 2016)

### Indumentaria y patrocinador
| Periodo         | Proveedor |
| --------------- | --------- |
| 2014 - presente | Real      |

| Periodo         | Patrocinador          |
| --------------- | --------------------- |
| 2014 - presente | Constructora Opeconsi |

## Palmarés

### Torneos Regionales
| Competición regional               | Títulos           | Subcampeonatos |
| ---------------------------------- | ----------------- | -------------- |
| Liga Departamental de Tumbes (3/0) | 2014, 2015, 2016. |                |
| Liga Superior de Tumbes (1/0)      | 2015.             |                |
| Liga Provincial de Tumbes (1/0)    | 2014.             |                |
| Liga Distrital de Tumbes (1/0)     | 2014.             |                |